# Lucy Berthet
Pour les articles homonymes, voir Berthet.
Lucy Berthet, née Lucie Adeline Marie Bertrand à Dinant (Belgique) le 13 mai 1866 et morte à Paris 17e le 25 avril 1941, est une artiste lyrique belge se produisant principalement à l'Opéra de Paris.

## Biographie

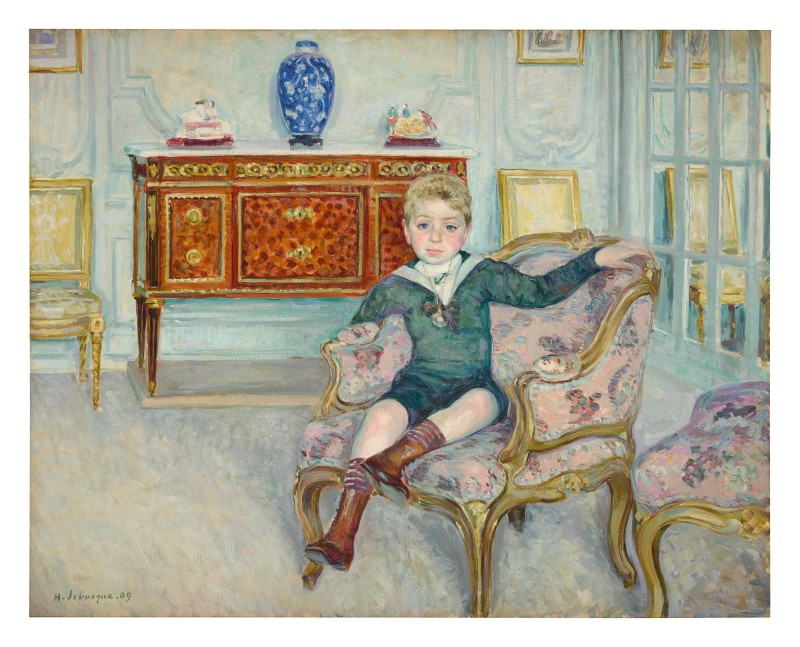
Paul de Camondo par Henri Lebasque (1909)

Elle a eu une liaison avec le comte Isaac de Camondo, dont elle a deux enfants, qui ne furent pas reconnus par leur père : Jean Bertrand (1902-1980), romancier et traducteur, et Paul Bertrand (1903-1978), artiste dramatique. Elle n'a fait aucune apparition publique après la naissance des enfants. 
Elle a épousé à  Paris le 15 avril 1919 Louis Michel Aloïsi (né à Farges-en-Septaine, le 26 mars 1874), chef de bataillon. 
En 1895, elle habitait 14 rue de Milan à Paris 9e ; en 1902, 26 rue de Clichy à Paris 9e ; en 1919, 79 avenue de Malakoff à Paris 16e.
Deuxième prix de chant (élève de M. Duvernoy) et premier prix d'opéra au Conservatoire en 1892, elle débuta le 25 septembre 1892 dans Hamlet (Ophélie) à l'Opéra de Paris.
Elle a chanté Roméo et Juliette (Juliette, 1892) ; Rigoletto (Gilda, 1892) ; Lohengrin (Elsa, 1893) ; Faust (Marguerite, 1894) ; Thaïs (Thaïs, 1894) ; Don Juan (Zerline, 1896) ; les Huguenots (la Reine, 1897). Elle participa à la première le 12 mai 1893 de la Walkyrie (Ortlinte) [version française de Victor Wilder] de Richard Wagner ; le 27 décembre 1893 de Gwendoline (Gwendoline) d'Emmanuel Chabrier. Elle créa le 8 février 1895 La Montagne-Noire (Héléna) d'Augusta Holmès ; le 19 février 1897 Messidor (Hélène) d'Alfred Bruneau ; le 13 avril 1898 la version définitive de Thaïs (Thaïs) de Jules Massenet ; le 8 mai 1899 Briséïs (Briséïs) d'Emmanuel Chabrier.
Elle a notamment été pensionnaire de l'Opéra de Paris.

## Galerie

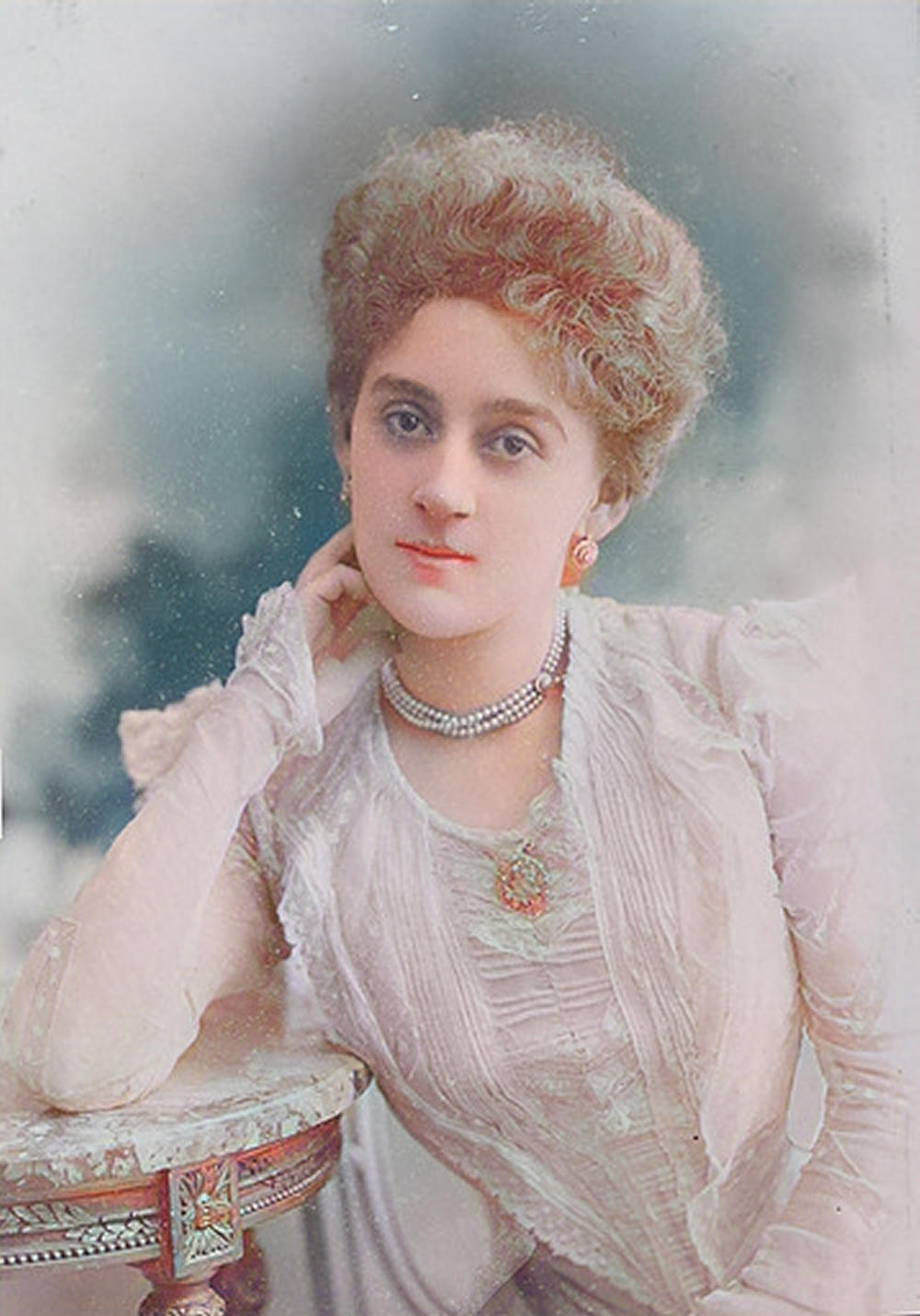
Par Nadar & Reutlinger (mai 1892)
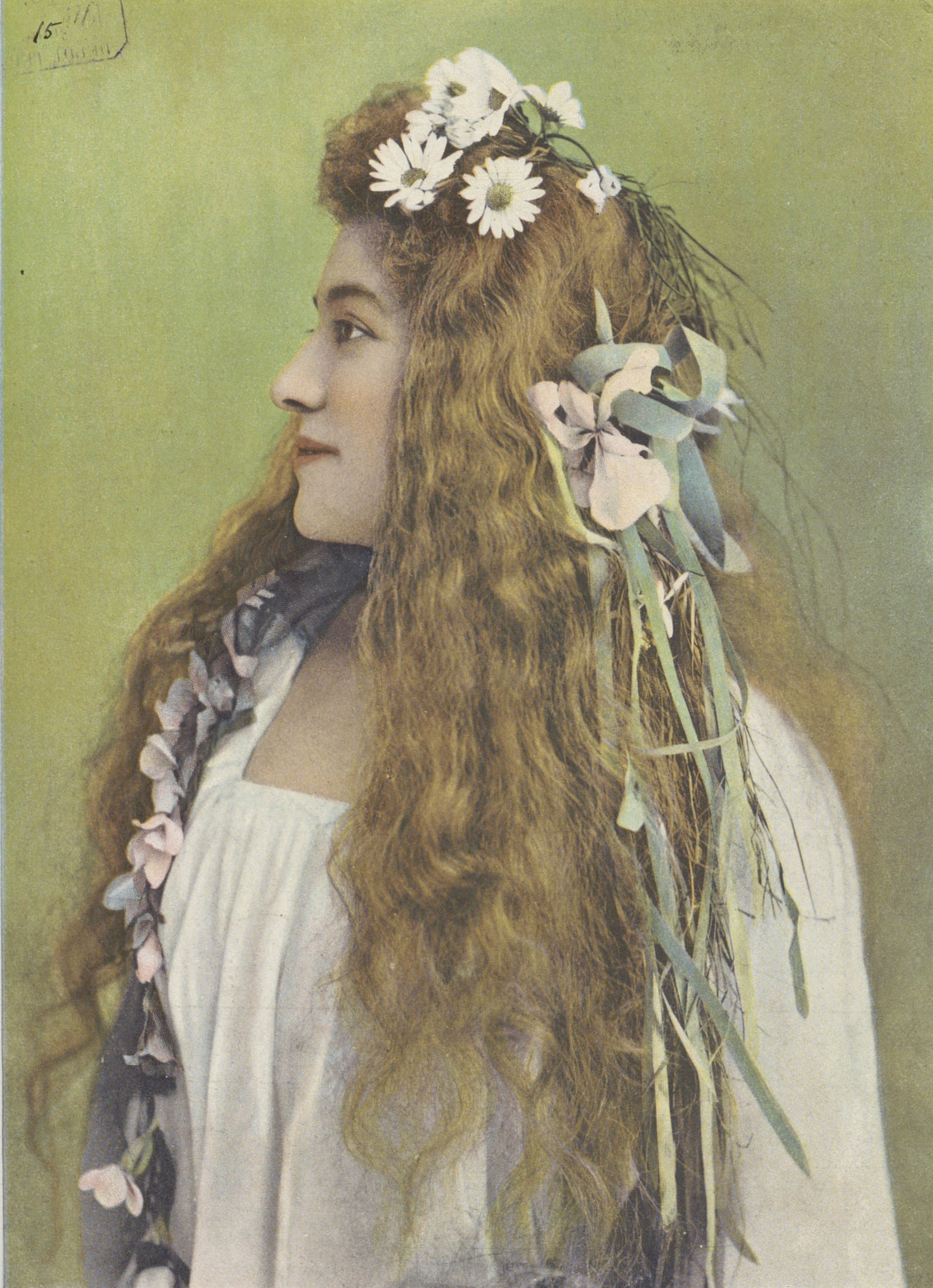
Jouant Ophélie dans Hamlet, par Nadar & Reutlinger (juin 1892)
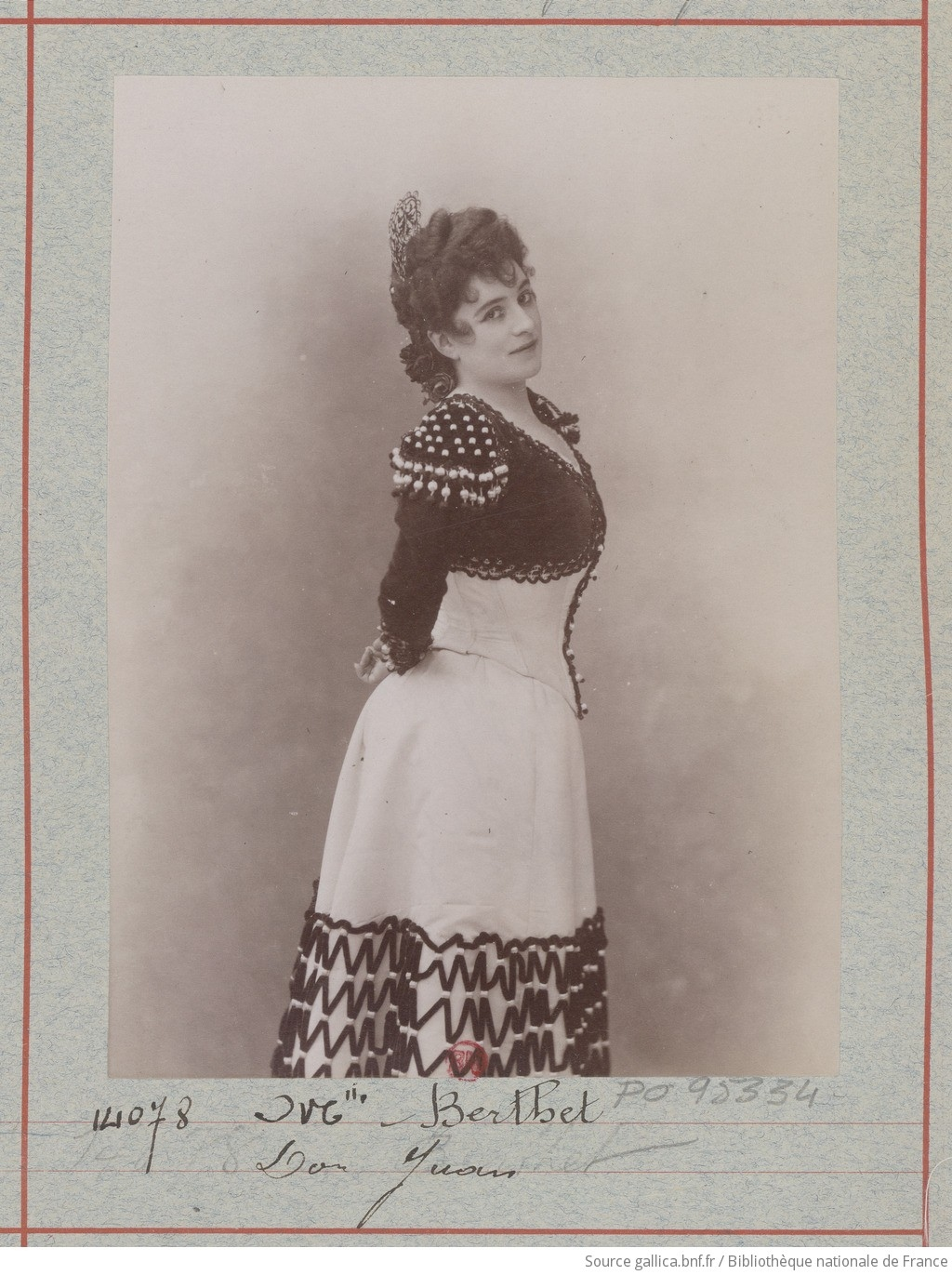
Dans Don Giovanni, par Nadar & Reutlinger (mai 1893)
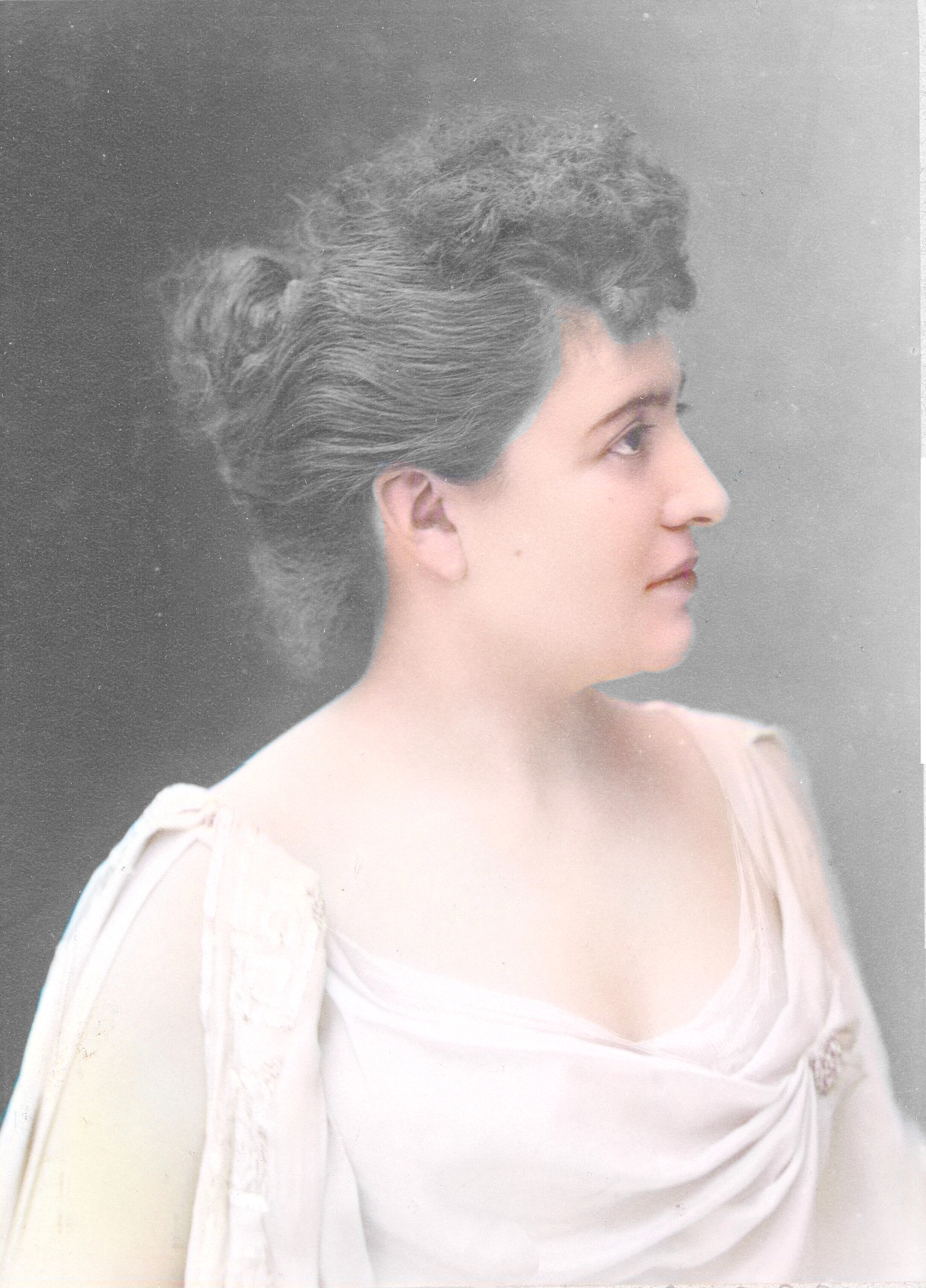
Par Nadar & Reutlinger (1893)
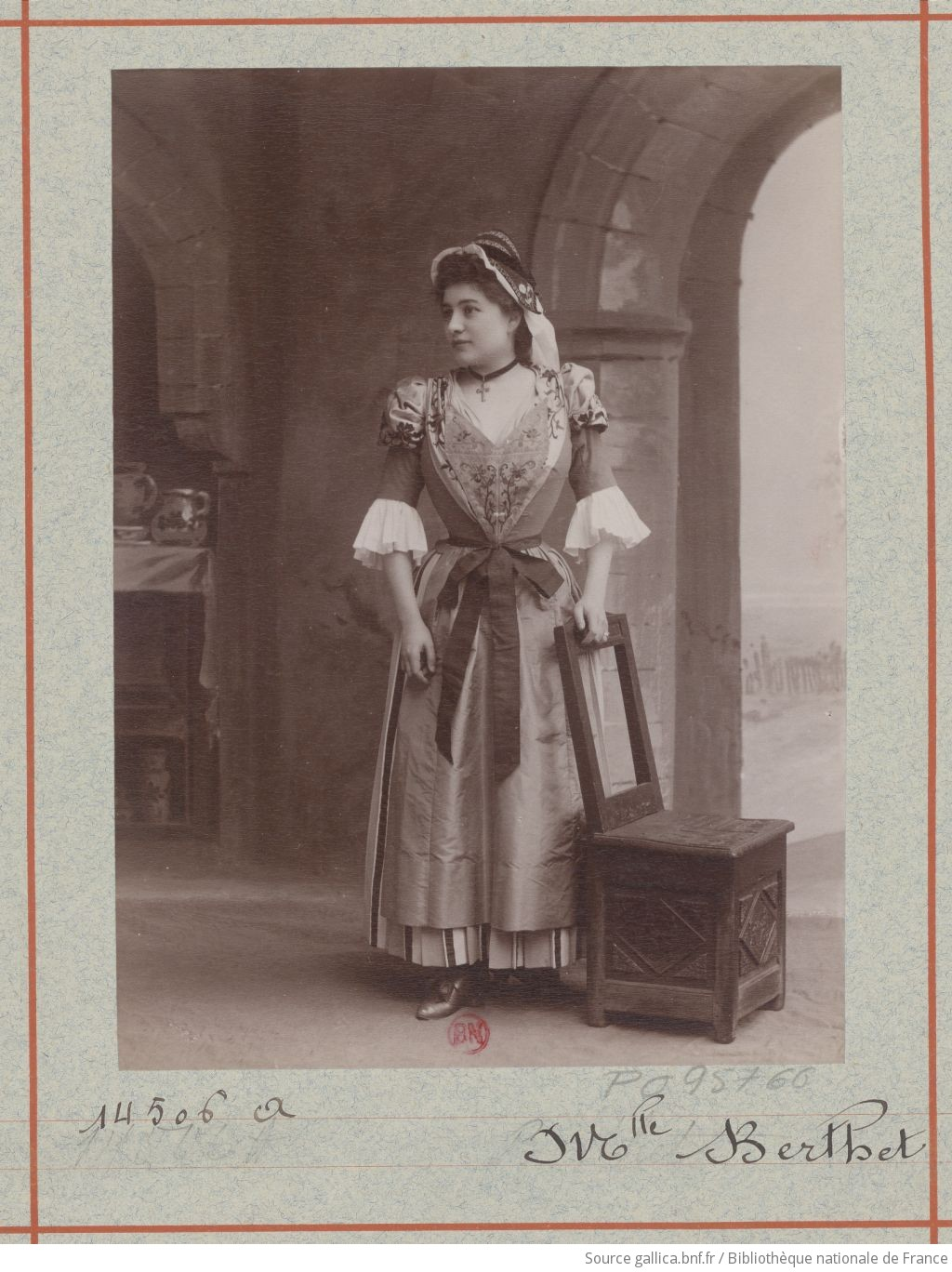
Dans Messidor (mai 1897)
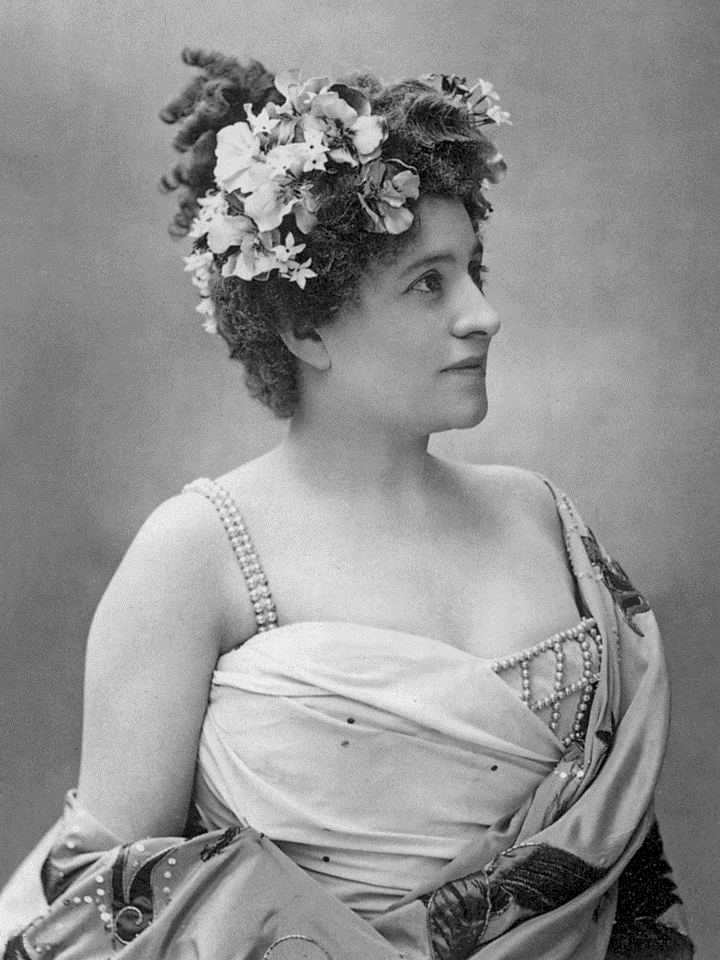
Dans Thaïs, par Nadar & Reutlinger (août 1898)
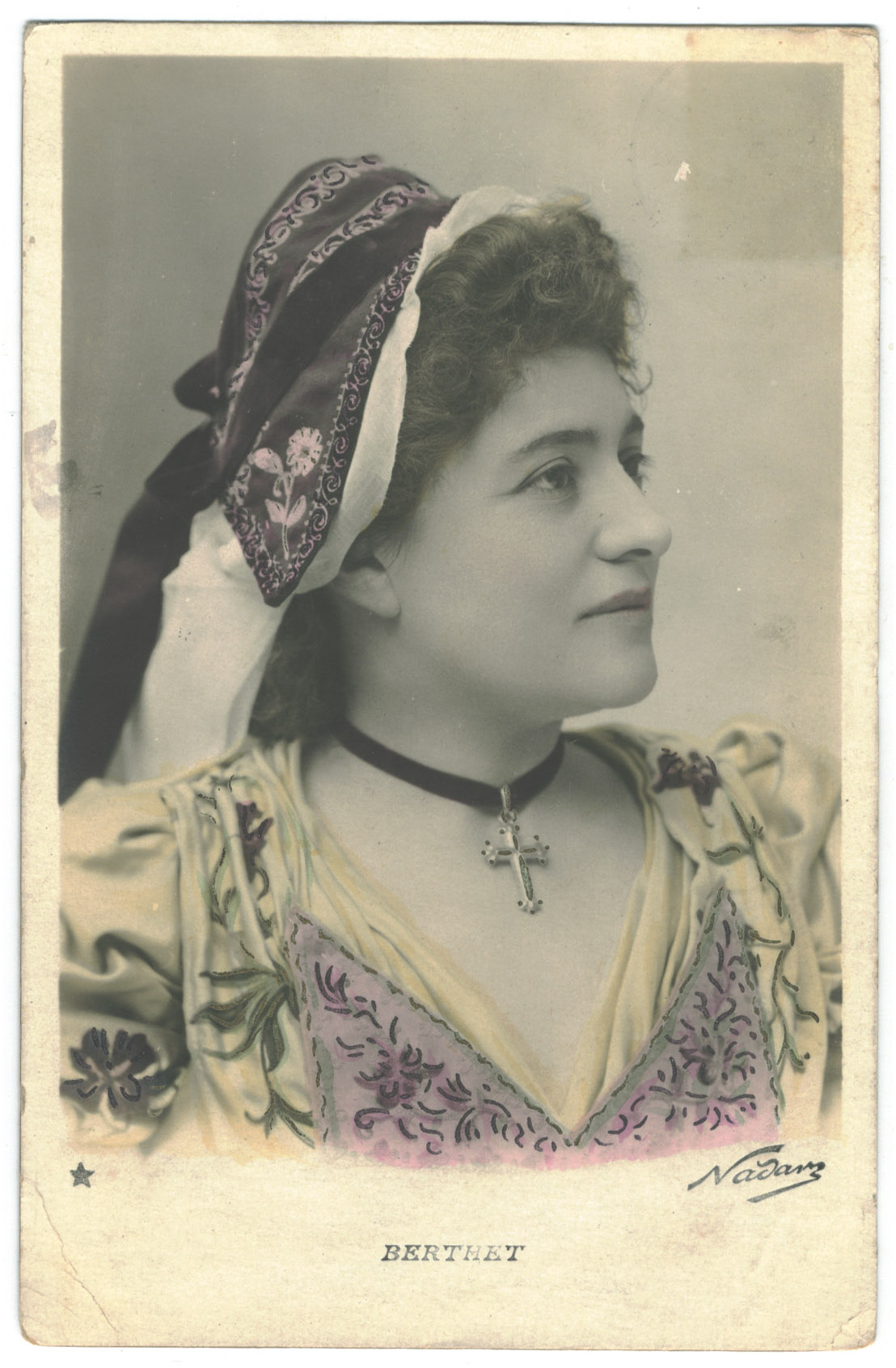
Par Nadar